# Râul Crișul Mic, Crișul Negru
Râul Crișul Mic este un curs de apă, fiind o ramură a râului Crișul Negru. Brațul, situat la  dreapta Crișului Negru, de desparte din Crișul Negru în dreptul localității Șoimi și se unește din nou cu Crișul Negru lângă Ginta